# Champdor
Champdor korábbi község (település) Franciaországban, Ain megyében. 2016. január 1-jén Corcelles községgel egyesült és delegált községként Champdor-Corcelles új község része lett.
Lakosainak száma 441 fő (2018. január 1.). Champdor Corcelles, Brénod, Aranc, Ruffieu, Le Petit-Abergement és Hauteville-Lompnes községekkel határos.

## Népesség
A település népességének változása:
| Lakosok száma | 327  | 362  | 365  | 459  | 425  | 450  | 452  | 672  | 447  | 441  |
|               | 1962 | 1968 | 1975 | 1990 | 1999 | 2008 | 2013 | 2016 | 2017 | 2018 |